# Refuge Frédéric Chabod
Pour les articles homonymes, voir Chabod.
Le refuge Frédéric Chabod est un refuge de montagne du Valsavarenche, une vallée latérale du Val d'Aoste, dans les Alpes grées italiennes, à 2 710 mètres d'altitude.

## Caractéristiques et informations
Le refuge se trouve à la localité Côte Savolère, aux pieds de la paroi nord-ouest du Grand-Paradis et dans le parc national du même nom. Il est intitulé à Frédéric Chabod, historien, homme politique et alpiniste valdôtain.

## Accès
À partir de Pravieux, alpage de Valsavarenche, on peut rejoindre le refuge en 2 heures et demie environ.

## Ascensions
- Grand Paradis - 4 061 mètres (voie normale et face nord)
- Petit Paradis - 3 926 mètres
- Pic de Montandayné - 3 838 mètres

## Traversées
- Refuge Victor-Emmanuel II - 2 732 mètres